# Torre Giralt (Cerdanyola del Vallès)
Torre Giralt era una obra modernista de Cerdanyola del Vallès (Vallès Occidental) inclosa a l'Inventari del Patrimoni Arquitectònic de Catalunya.

## Descripció
Torre d'estiueig de grans dimensions i que consta de planta baixa i pis. El pis està cobert per una terrassa amb balustrada i, en el centre, s'alça una torre mirador que és l'element predominant de la construcció. És coberta per teules de ceràmica vidriada. A cada una de les façanes laterals del pis s'obren terrasses amb balustrada, estructura que es repeteix a la planta baixa. Les finestres estan emmarcades amb una decoració floral de terracota (cornises, pilastres…) i de rajoles de ceràmica fent un fris que envolta l'edifici.